# Minds Eye Productions
Pour les articles homonymes, voir Minds (homonymie).
Minds Eye Productions est un studio de développement de jeux vidéo britannique développeur de Starsky et Hutch et Starsky et Hutch 2. Racheté en 2005 par Disney, le studio a depuis été intégré à Buena Vista Games/Disney Interactive Studios mais n'a plus aucune activité connue depuis son rachat.

## Historique
Le 26 avril 2005, The Walt Disney Company Limited annonce achèter Minds Eye Holdings et Minds Eye Productions pour 464 000 £. Le 7 juin 2005, le Walt Disney Internet Group intègre le studio à son portfolio,.
Le 30 mars 2007, Minds Eye Production annonce ne plus être cotée en bourse.

## Jeux développés
| Date de sortie | Titre            | Plates-formes                                                      |
| -------------- | ---------------- | ------------------------------------------------------------------ |
| 1997           | Combat Chess     | Microsoft Windows                                                  |
| 1998           | Stratego         | Microsoft Windows                                                  |
| 1999           | Monopoly         | Nintendo 64                                                        |
| 1999           | Monopoly Junior  | Microsoft Windows                                                  |
| 2000           | Sheep            | Game Boy Advance, Microsoft Windows, OS X, PlayStation             |
| 2003           | Starsky et Hutch | Game Boy Advance, GameCube, Microsoft Windows, PlayStation 2, Xbox |